# Michiel Kramer
Michiel Kramer (* 3. prosince 1988, Rotterdam, Nizozemsko) je nizozemský fotbalový útočník, který od léta 2015 působí v klubu Feyenoord, kam přestoupil z ADO Den Haag. V sezóně 2015/16 vyhrál s Feyenoordem nizozemský fotbalový pohár.

## Klubová kariéra
- XerxesDZB (mládež)
- SBV Excelsior (mládež)
- NAC Breda (mládež)
- NAC Breda 2007–2009
- FC Volendam 2009–2013
- ADO Den Haag 2013–2015
- Feyenoord 2015–